# Michel Sogny
Michel Sogny (Pau, 21 novembre 1947) è un pianista francese.

## Biografia
Michel Sogny è un pianista, compositore e scrittore francese di origine ungherese. Ha sviluppato un nuovo approccio all'insegnamento del pianoforte.
Michel Sogny ha frequentato l'École Normale de Musique de Paris, dove ha proseguito gli studi di pianoforte sotto la direzione di Jules Gentil e Yvonne Desportes. Ha conseguito un master in psicologia, una laurea in lettere e un dottorato di ricerca in filosofia,  che ha completato alla Sorbona nel 1974 sotto la direzione di Vladimir Jankélévitch . Michel Sogny è il fondatore di SOS Talents Foundation.
Michel Sogny è emerso nel mondo della musica negli anni '70. Poco dopo, si è affermato come autore di un metodo di apprendimento musicale innovativo.
Insieme a Valéry Giscard d'Estaing e al nipote di Franz Liszt, Blandine Ollivier de Prévaux, Sogny è stato uno dei membri fondatori dell'Associazione francese Franz Liszt.

## Metodo del pianoforte di Michel Sogny
La metodologia di Sogny viene insegnata nelle sue scuole di Parigi e Ginevra. Dal 1974, più di 20.000 studenti stanno perfezionando il pianoforte con il metodo di Sogny.
Uno degli studenti di Sogny, che ha iniziato la pratica del pianoforte già da adulto, era un professore di lingua francese Michel Paris. Dopo aver completato il corso di metodologia di 4 anni di Sogny, all'età di 30 anni ha eseguito un concerto da solista al Théâtre des Champs-Élysée con il patrocinio del Ministero della Cultura.
Nel 1981, il Senato si rivolse formalmente al ministro della Cultura, Jack Lang, per discutere l'introduzione della metodologia di Michel Song in tutta la Francia.

## Opere pubblicate
- L'admiration créatrice chez Liszt, ed. Buchet-Chastel (1975)
- Le solfège sans soupir, ed. Sirella (1984)
- Abrégé de solfège, ed. Sirella
- La méthode en question(s), ed. Sirella
- La méthode en action, ed. Sirella
- Initiation à l'art de la composition musicale, ed. Sirella
- Le pédagogue virtuose – livre de l'enseignant, ed. Sirella
- La Musique en Questions, entretiens avec Monique Philonenko Ed. Michel de Maule (2009)
- "L'adulte prodige – Le rêve au bout des doigts" Editions France-Empire (2013)
- De Victor Hugo à Dostoïevski – Entretiens philosophiques avec Alexis Philonenko, éditions France-Empire (2013)[10]

## Punteggi
- Œuvres choisies (sélection des principales œuvres du répertoire pianistique doigtées et commentées)
- Études pour piano – Séries I à VII
- Etudes de perfectionnement
- Deux Etudes de Concert
- Prolégomènes à une eidétique musicale pour piano 2 mains – Séries I à VII
- Prolégomènes à une eidétique musicale pour piano 2, 6 et 12 mains
- Pièces de concert pour piano (Triptyque, Aquaprisme, Furia, Réminiscentiel, Hommage à Franz Liszt, Deux études de concerts, 3 pièces dans le style hongrois, Un certain clair de lune)
- Dérive pour piano (enregistré chez Cascavelle par la pianiste Elisso Bolkvadze)
- Entrevisions 12 pièces pour piano crée sur Mezzo TV par la pianiste Elisso Bolkvadze (Éditions Durand)[11]
- 12 études pour piano dans le style hongrois Séries I à IV (Éditions Durand)
- 12 pièces pour piano pour la main droite seule (dedicated to pianist France Clidat)
- Paralipomènes à une eidétique musicale 14 pièces pour piano Editions Musicales Artchipel
- Hommage à Liszt Editions Durand
- Aquaprisme Editions Durand
- 3 Pièces dans le style hongrois Editions Durand

## Onorificenze
- Ordine d'Onore, Georgia (2017)[12]
- Console Onorario di Lituania in Svizzera[13]
- Diploma d'Onore dell'UNESCO (1994)
- Medaglia della pace delle Nazioni Unite (1986)